# J. F. Ade Ajayi
Jacob Festus Ade Ajayi (* 26. Mai 1929 in Ikole-Ekiti, heute Ekiti State, Nigeria; † 9. August 2014 in Ibadan, Oyo, Nigeria) war ein nigerianischer Historiker und Hochschullehrer.

## Leben
Ajayi war der Sohn des Assistenten eines Yorubawürdenträgers, eines Oba, seiner Heimatstadt zur Zeit der Kolonialverwaltung des Landes. Dort besuchte er die Grundschule und ging später, unterstützt durch ein Stipendium der lokalen Verwaltung von Ikole-Ekiti, nach Lagos, wo er das Igbobi College bis zum Schulabschluss besuchte. Anschließend studierte er an der University of Ibadan das Fach Geschichte. Seine Studien in diesem Fach vertiefte er in England an der University of Leicester. Am Historischen Forschungsinstitut der London University legte er sein Examen als Bachelor of Arts ab und promovierte dort in den Jahren 1957 bis 1958.
Ajayi kehrte 1964 an das Historische Institut der University of Ibadan zurück, wo er bis zum Jahr 1989 lehrte. 1972 wurde er als stellvertretender Vizekanzler an die University of Lagos berufen, musste diesen Posten jedoch nach Studentenunruhen im Jahre 1978 auf Betreiben des damals herrschenden Militärregimes unter Olusegun Obasanjo verlassen. In den Jahren von 1984 bis 1988 war er Vizekanzler der Ondo State University in Ado-Ekiti.

## Veröffentlichungen
- Milestones in Nigerian History. Ibadan University College, Ibadan 1962. Neuauflage: Longman, London 1980, ISBN 0-582-60363-3.
- Yoruba Warfare in the Nineteenth Century. Cambridge University Press, Cambridge 1964.
- Christian Missions in Nigeria, 1841–1891. Dissertation. University of London 1958. Longmans, London 1965.
- mit Michael Crowder (Hrsg.): History of West Africa. 2 Bände. Longman, London 1971, ISBN 0-391-00217-1. Mehrere Auflagen.
- mit Tekena N. Tamuno (Hrsg.): The University of Ibadan, 1948-1973. A History of the First Twenty-Five Years. Ibadan University Press, Ibadan 1973.
- (Hrsg.): Evolution of Political Culture in Nigeria: Proceedings of a National Seminar organised by the Kaduna State Council for Arts and Culture. University Press, Lagos 1985, ISBN 0-19-575865-X.
- (Hrsg.): People and Empires in African History: Essays in Memory of Michael Crowder. Longman, London 1992, ISBN 0-582-08997-2.
- Historical Atlas of Africa. Longman, London 1992, 0-582-64335-2.
- (Mitautor): The African Experience with Higher Education. Currey, London 1996, ISBN 0-8214-1160-8.
- General History of Africa. Volume 6: Africa in the Nineteenth Century Until the 1880s. Currey, London 1998, ISBN 0-85255-096-0.
- mit Toyin Falola (Hrsg.): Tradition and Change in Africa: The Essays of J. F. Ade Ajayi. Africa World Press, Trenton, New Jersey, 2000, ISBN 0-86543-769-6.
- A Patriot to the Core. Bishop Ajayi Crowther. Spectrum, Ibadan 2002, ISBN 978-029-286-1.
- Kayode Eso: The Making of a Judge. Spectrum, Ibadan 2002, ISBN 978-029-312-4.
- mit Okon Uyo: Slavery and Slave Trade in Nigeria: From the Earliest Times to the Nineteenth Century. Safari, Ibadan 2010, ISBN 978-978-4908962.